# 軌道導航組合暨實驗設施

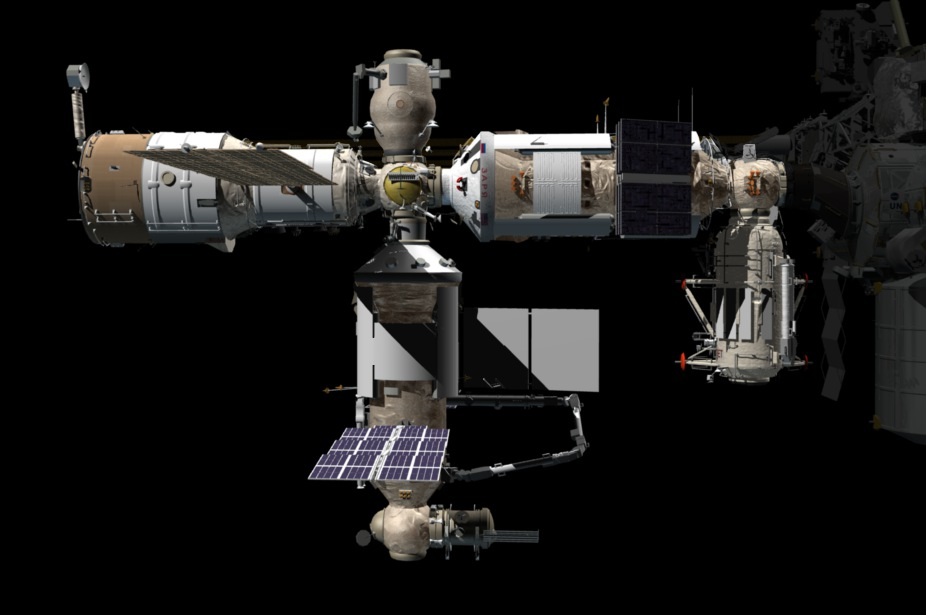
3D渲染的國際太空站的俄國段

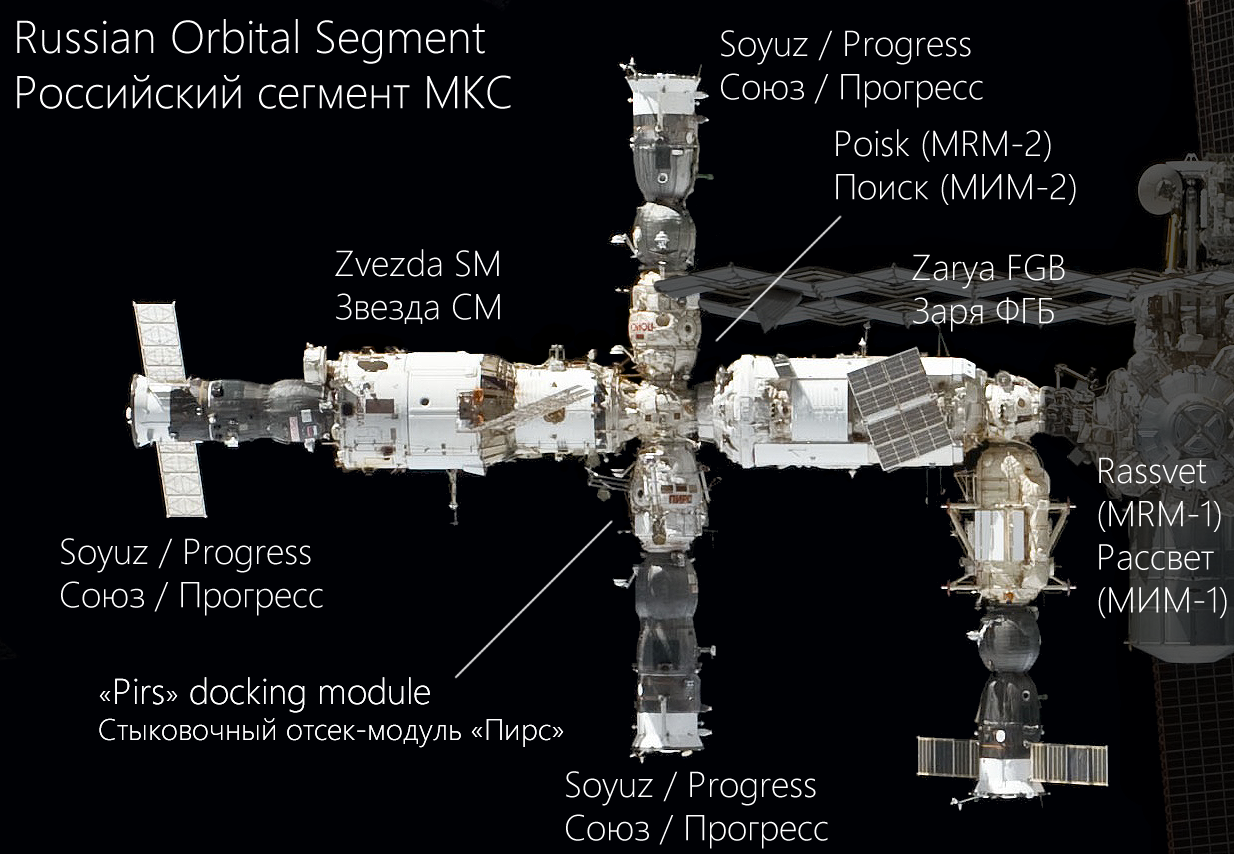
国际空间站俄罗斯在轨部分（2011年）

1999年计划好的国际空间站组成示意图。其中颜色最深的部分是由俄罗斯计划建造的部分。

軌道導航組合暨實驗設施（英语：Orbital Piloted Assembly and Experiment Complex）是俄國規劃作為國際太空站的繼承者，其主要目的是支援深太空探索。该计划已于2017年取消，其替代者为俄罗斯轨道服务站。

## 概觀
在2020年國際太空站除役之前，俄罗斯联邦航天局計劃使用其部分現有模組如 多用途實驗艙 (預計2012年發射到國際太空站)，作為新太空站的基礎。OPSEK主要目的是支援之後的載人火星任務。所有火星探索的主要元件，在前往火星之前，都會先送到太空站上。
在2009年6月17日俄羅斯航天局正式通知美國，其「為了在國際太空站退役後，運作OPSEK所需相關建造與準備」的計劃。
根據俄國資深載人宇航包商“能源”火箭航天集团的說法，這個新太空站必須有以下功能：
- 大型太空船組裝；
- 飛行起降與測試；
- 發明、測試與完成軌道間拖船；
- 提供星際探險組員返航後，再適應措施所需的醫療、生化服務。

## 外部連結
- Great Images in NASA library
- International Space Station: Station Structure （页面存档备份，存于）
- OPSEK （页面存档备份，存于） information page